# Неонатальный сахарный диабет
Не́оната́льный са́харный диабе́т — редко встречающееся гетерогенное по этиологии заболевание, проявляющееся в первые 6 месяцев жизни. Различают две основные клинические группы:
- транзито́рный (преходящий) неонатальный сахарный диабет и
- пермане́нтный (персистирующий) неонатальный сахарный диабет.

На долю транзиторного приходится около 50% случаев неонатального сахарного диабета.
Симптомы транзиторного неонатального сахарного диабета спонтанно исчезают в среднем к возрасту 12 недель жизни. Дети в последующем не требуют лечения, хотя считается, что у половины из них сахарный диабет может проявиться повторно в старшем возрасте – чаще на втором и третьем десятке жизни как сахарный диабет 1-го типа.
В противоположность ему перманентный неонатальный сахарный диабет требует назначения инсулина. Так, в 2004 г. в Австралии наблюдали 5-летнюю девочку, которая нуждалась в инсулинотерапии, начиная с 6 недель жизни.

## Этиология
Для большинства клинических случаев неонатального сахарного диабета возможно определение молекулярной этиологии синдрома — на данный момент выявлено более 10 генов, ответственных за развитие заболевания.

## Патогенез
Основные причины - мутации в гене ABCC8 или KCNJ11. Данные гены кодируют белки-компоненты АТФ-чувствительных калиевых каналов, которые играют большую роль в секреции инсулина Бета-клетками поджелудочной железы.

## Клиническая картина
Типичны полиурия, тяжелые   дегидратация, ацидоз, кетонемия, кетонурия   (редко), вялое  сосание, стойкая   гипергликемия (более   10—11  ммоль/л)   и  глюкозурия.

## Диагностика
Диагностируют   при  стойком  повышении   уровня  глюкозы  в крови  — более 11 ммоль/л.   Обычно  развивается   у детей низкого  гестационного   возраста  (менее 30 нед.).  В патогенезе  основную  роль отводят  транзиторно   сниженной   активности  аденилатциклазы    β-клеток поджелудочной   железы, нормализующейся  к 2-недельному   возрасту.

## Лечение
Инфузионная    поддерживающая   терапия  для коррекции   нарушенных  водно-электролитного и  кислотно-основного     баланса, инсулин   микроструйно  в дозе  0,04—0,1  ЕД/кг/ч в  минимальном    количестве   изотонического раствора  натрия  хлорида  (0,05—0,1  мл).  Необходим   мониторинг   за уровнями глюкозы, натрия, калия, кальция, кислотно-основного состояния.  Гипергликемия   сохраняется  обычно  до начала   3-й   недели   жизни.    Суточная   доза   инсулина   обычно   небольшая - 3—4 ЕД/кг.

## Прогноз
Зависит от принадлежности заболевания к определённой клинической группе: в случае транзиторного неонатального диабета — благоприятный, а в случае перманентного — серьёзный (требуется пожизненная терапия).
Приводятся данные о том, что 90% случаев неонатального сахарного диабета, вызванного мутацией в KCJN11, успешно компенсируются приёмом препаратов сульфонилмочевины и могут быть успешно переведены с инсулинотерапии с улучшением гликемического контроля независимо от длительности течения данного типа сахарного диабета, поэтому необходимо проведение генетического тестирования у всех детей с проявлением сахарного диабета до 6-ти месячного возраста.

## Профилактика
На сегодняшний день для большинства пациентов с неонатальным сахарным диабетом молекулярная этиология синдрома может быть определена — выявлено более 10 генов, ответственных за его развитие — при рождении ребёнка с заболеванием следует обратиться в Медико Генетическую консультацию (МГК).